# Joseph Vendryes
Joseph Vendryes (* 13. Januar 1875 in Paris; † 30. Januar 1960) war ein französischer Linguist, Keltologe und Religionswissenschaftler. Er hatte einen Lehrstuhl für Linguistik an der Universität Paris (Sorbonne) und einen für keltische Sprachen und Literaturen an der École pratique des hautes études inne.

## Leben und Wirken
Vendryes studierte u. a. bei Ferdinand Brunot an der Universität Paris (Sorbonne), wo er 1894 die Licence ès Lettres ablegte, bei Antoine Meillet (vergleichende Grammatik), Sylvain Lévi (Sanskrit) und Henri Gaidoz (Keltologie) an der École pratique des hautes études (EPHE) sowie bei Henri d’Arbois de Jubainville am Collège de France. 1896 bestand er die Agrégation de grammaire (Staatsprüfung für das höhere Lehramt). Er verbrachte 1898/99 ein Studienjahr an der Universität Freiburg im Breisgau, wo er Vorlesungen bei Rudolf Thurneysen (Keltisch und Latein), Friedrich Kluge (Germanistik) und Adolf Holtzmann (Sanskrit) besuchte.
Bereits einige Monate vor der Verteidigung seiner thèses de doctorat im Jahr 1902 erhielt Vendryes eine Stelle als Maître de conférences (Dozent) für Griechisch an der Universität Clermont-Ferrand. 1906 wurde er auf den Griechisch-Lehrstuhl der Universität Caen berufen, kehrte aber schon im Jahr darauf nach Paris zurück, wo er nach dem plötzlichen Tod Victor Henrys dessen Vorlesungen in vergleichender Grammatik übernahm. Im Laufe der Zeit weitete er seine Lehre auf allgemeine Linguistik aus. Im Ersten Weltkrieg diente Vendryes als Hauptmann der Infanterie und ab 1916 als Direktor des Auslandspressebüros im Kriegsministerium.
Neben seiner Lehre an der Sorbonne lehrte er von 1921 bis 1937 auch an der École normale supérieure. 1923 wurde er auf einen Lehrstuhl für Linguistik an der Universität Paris berufen. Als Nachfolger Henri Gaidoz’ wählte ihn zudem 1925 die École pratique des hautes études zum directeur d’études mit Lehrstuhl für Keltische Sprachen und Literaturen. Vendryes war seit 1931 Mitglied der Académie des inscriptions et belles-lettres, seit 1933 auswärtiges Mitglied der Königlich Dänischen Akademie der Wissenschaften und seit 1939 der Königlich Niederländischen Akademie der Wissenschaften. Er gründete 1936 die Zeitschrift Études celtiques als Nachfolgerin der früheren Revue Cellique, an der er bereits seit 1904 mitgearbeitet hatte.
Vendryes wurde 1937 zum Dekan der philosophischen Fakultät (Faculté des lettres) der Pariser Universität gewählt. Wegen seines Widerstands gegen die deutsche Besatzungsmacht wurde er im März 1944 als Dekan suspendiert und einige Wochen in Fresnes inhaftiert, nach der Befreiung Frankreichs aber im August 1944 wieder in sein Amt eingesetzt. 1946 trat er in den Ruhestand, lehrte aber darüber hinaus noch einige Jahre in seinem Seminar für keltische Philologie an der EPHE.
Sein zuerst 1921 erschienenes Werk über die Sprache, eine linguistische Einführung in die Geschichte, sowie seine in der religionsgeschichtlichen Buchreihe Mana erschienene Einführung in die Religion der Kelten haben weite Beachtung gefunden.

## Zitat
« Le langage […] est un acte physiologique en ce qu’il met en œuvre plusieurs organes du corps humain. C’est un acte psychologique en ce qu’il suppose l’activité volontaire de l’esprit. C’est un acte social en ce qu’il répond à un besoin de communication entre les hommes. Enfin, c’est un fait historique, attesté sous des formes très variées […]. » Le Langage, introduction linguistique à l’histoire, 1921 (réédition Albin Michel, 1968).
Die Sprache ist ein physiologischer Akt, da sie mehrere Organe des menschlichen Körpers nutzt. Sie ist ein psychologischer Akt, da sie die freiwillige Aktivität des Geistes voraussetzt. Sie ist ein sozialer Akt, da sie ein Bedürfnis nach Kommunikation zwischen Menschen erfüllt. Schließlich ist sie eine in sehr unterschiedlichen Formen bezeugte historische Tatsache. – Le Langage, introduction linguistique à l’histoire. 1921.

## Publikationen
- La religion des celtes. Coop Breizh, Spezet, 1997, ISBN 2-909924-91-2
- Le Langage, introduction linguistique à l’histoire. Albin Michel, ISBN 2-226-04744-1 (zuerst 1921, L’Évolution de l’humanité)
- Traité de grammaire comparée des langues classiques. Honore Champion, ISBN 2-85203-059-4
- Lexique étymologique de l’irlandais ancien. CNRS éditions
- Choix d’etudes linguistiques et celtiques. Paris, Librairie C. Klincksieck, 1952 (Collection linguistique publiée par la Société de linguistique de Paris, 55)
- Joseph Vendryes, Ernest Tonnelat, B.-O. Unbegaun: Les Religions des Celtes, des Germains et des anciens Slaves. Presses Universitaires de France, Paris 1948 (Mana, introduction a l’histoire des religions)